# 弗林特维尔怪物
弗林特维尔怪物（英文：Flintville Monster）是一种出没于美国田纳西州的野人。据《Augusta Chronicle》报道，高7英尺、脚印长16英寸、茸茸、具有侵略性、味道如同臭鼬的神秘动物。

## 历史
弗林特维尔怪物的历史可以追溯至1976年，当时一位女性目击者受到袭击，一个如同成年男性人类魁梧的猿猴跳上汽车引擎盖，并造成一定程度破坏。
20世纪80年代早期，再度发生数起袭击事件，包括破坏卡车挡风玻璃以及袭击人类住宅。
1989年，一位牧师的汽车玻璃被破坏，不久后一群少年报告在城镇边缘的田地看见一个如“男性大小的猿”。
1976年4月26日，发生一起著名的袭击事件，一位4岁的男孩在院子中遭遇一个7-8英尺高、散发恶臭的猿人，幸而他的母亲珍妮·罗伯逊（Jennie Robertson）及时赶到并将其救下。在这次袭击事件发生后，警察与猎人们携带猎枪与霰弹枪进行搜索。尽管未能击毙袭人的怪物，但搜索队却发现了大量的脚印以及毛发、血液与黏液。
自1993年之后，弗林特维尔怪物的目击就此停止。